# Mephritus blandus
Mephritus blandus là một loài bọ cánh cứng trong họ Cerambycidae.